# 냐오쑹구

냐오쑹 구의 위치

냐오쑹구(한국어: 조송구, 중국어: 鳥松區, 병음: Niǎosōng Qū)는 중화민국 가오슝시의 구이다. 넓이는 24.5927km2이고, 인구는 2015년 8월 기준으로 43,843명이다.

## 지리
북쪽으로 런우 구, 동쪽으로 다수 구, 남쪽으로 펑산 구, 다랴오 구, 서쪽으로 싼민 구와 접한다.

## 교육
- 정슈 과기대학

## 관광
- 청칭 호